# Pseudodiaptomus euryhalinus
Pseudodiaptomus euryhalinus is een eenoogkreeftjessoort uit de familie van de Pseudodiaptomidae. De wetenschappelijke naam van de soort is voor het eerst geldig gepubliceerd in 1939 door Johnson M.W..